# Everybody (álbum)
Everybody (estilizado como ΞVERYBODY) é o terceiro álbum de estúdio do rapper americano Logic. O seu lançamento ocorreu em 5 de maio de 2017, através da Visionary Music Group e Def Jam. A produção do álbum foi realizada pelo rapper 6ix, Logic e outros grandes produtores.
O álbum contém três singles, sendo "Everybody", "Black Spiderman" com Damian Lemar Hudson e "1-800-273-8255", com Alessia Cara e Khalid. Everybody recebeu críticas positivas e alcançou a primeira posição da Billboard 200 dos Estados Unidos.

## Antecedentes
Em 3 de outubro de 2016, Logic revelou que o álbum seria intitulada de "AfricAryaN" devido a "ser negro e branco, e ver a vida dos dois lados. É sobre evolução cultural porque temos inúmeras e diferentes etnias em nosso sangue, independente do quão puro sejamos." No entanto, o título recebeu críticas negativas devido ao processo histórico envolvido com a palavra. A justificativa fez com que o rapper alterasse o título do álbum, embora mantivesse o título para uma das canções do álbum. A capa do álbum foi pintada por Sam Spratt, baseando-se na obra O Casamento em Caná, de Paolo Veronese. Inicialmente, o rapper fez um concurso para escolher um fã a ser pintado na capa. O vencedor foi um fã chamado Josh que sofria de osteogênese imperfeita.
Logic enfatizou o conceito do álbum em um vídeo subsequente no YouTube, revelando que o físico Neil deGrasse Tyson representaria God e o radialista Big Von representaria o Atom. Atom morre em um acidente de carro e fala com God ao chegar ao céu. Deus informa que o único jeito de voltar à vida é após a morte, mas será por meio da reencarnação. Atom concorda, no entanto, descobre que não está reencarnando como uma única pessoa, mas como a vida de cada ser humano. Para isso, deve aprender a viver como todo ser humano e sempre passar da vida para a morte.

## Promoção
O álbum foi anunciado em 29 de março de 2017 com um vídeo promocional no YouTube, que revelou a data de lançamento prevista para 5 de maio de 2017. O vídeo acompanhou um trailer para o álbum, detalhando o conteúdo temático do álbum e incluindo a instrumental da canção "Take It Back". Em 12 de maio de 2017, Logic anunciou uma turnê de verão chamada Everybody's Tour, com a presença de Big Lenbo e o rapper Joey Badass.
A faixa-título do álbum foi lançada como single principal em 31 de março de 2017. A canção foi produzida por Logic, 6ix e PSTMN. "Black Spiderman" foi lançada como o segundo single do álbum em 13 de abril de 2017. A canção conta com a participação de Damian Lemar Hudson, Logic, 6ix e DJ Khalil. "1-800-273-8255" foi lançada como o terceiro single do álbum em 28 de abril de 2017. O título da canção está ligado ao número da Central Nacional de Prevenção ao Suicídio. A canção conta com a participação da cantora Alessia Cara e do cantor Khalid, além da produção de Logic e 6ix.

## Recepção da crítica
| Críticas profissionais | Críticas profissionais |
| Pontuações agregadas   | Pontuações agregadas   |
| Fonte                  | Avaliação              |
| ---------------------- | ---------------------- |
| Metacritic             | 65/100                 |
| Avaliações da crítica  |                        |
| Fonte                  | Avaliação              |
| AllMusic               | [ 16 ]                 |
| The A.V. Club          | C-                     |
| HipHopDX               | [ 18 ]                 |
| Pitchfork              | [ 19 ]                 |
| RapReviews             | [ 20 ]                 |
| XXL                    | [ 21 ]                 |

O álbum Everybody recebeu críticas positivas. No Metacritic, sua nota é 65 de 100, baseada em sete avaliações. Andy Kellman, do AllMusic, afirmou que "manter o aspecto de composição de Logic pode ser um desafio, mas não é preciso familiarizar-se com o trabalho para ver a influência pessoal em seu trabalho." Andrew Gretchko, do site HipHopDX disse que "os guardiões do hip hop dirão que o tempo e a natureza repetitiva das composições de Logic fornecem a catarse necessária para mergulharem a fundo para aqueles que atravessam suas próprias lutas." Sy Shackledofrd, do site RapViews, concluiu que "ao criar seus álbuns, Logic mantém sua perspicácia e talento." Preezy, da revista XXL disse que "o álbum conta com lirismo e uma produção de alto nível ligada um brilhante conceito." Clayton Purdom, d jornal de entretenimento The A.V. Club, publicou que "a palavra "amável" é a definição para o álbum, devido ao esforço dos colaboradores para uma mistura homogênea de hip hop com pop." Sheldon Pearce, da Pitchfork, disse que "além de tratar de inequações sociopolíticas, o álbum Everybody se recusa a parar e procura saber o porquê da existência destas."

## Desempenho comercial
Na Billboard 200 dos Estados Unidos, debutou em primeiro lugar com 247.000 em vendas equivalentes e 196.000 de vendas puras. É o primeiro álbum número um de Logic a alcançar esta posição. O álbum teve a maior queda na segunda semana de vendas, em que 96% das vendas puras caíram e o álbum vendeu apenas 8.000 cópias. Em 17 de agosto de 2017, o álbum recebeu certificação de ouro pela RIAA, em virtude das vendas combinadas e equivalentes nos Estados Unidos, que resultaram em mais de 500.00 cópias vendidas.

## Faixas
As faixas e os créditos das faixas foram obtidos pelo livreto digital do álbum.
| N.º            | Título                                      | Compositor(es) | Produtor(es)            | Duração |  |
| 1.             | "Hallelujah"                                | Sir Robert Hall II Arjun Ivatury                                                                                        | 6ix Logic               | 7:28    |  |
| 2.             | "Everybody"                                 | Hall II Ivatury Kevin Metcalfe                                                                                          | 6ix Logic PSTMN         | 2:42    |  |
| 3.             | "Confess" (com Killer Mike)                 | Hall II Ivatury Christopher Thornton Diondria Thornton Michael Render                                                   | 6ix Logic               | 5:43    |  |
| 4.             | "Killing Spree" (com Ansel Elgort)          | Hall II Ivatury Darrel Alston Adjane Rafael Ansel Elgort                                                                | 6ix Logic Vontae Thomas | 3:26    |  |
| 5.             | "Take It Back"                              | Hall II Ivatury Bobbby Campbell                                                                                         | 6ix Campbell            | 6:40    |  |
| 6.             | "America" (com )                            | Hall II Ivatury Ernest Wilson Tariq Trotter Carlton Ridenhour Leon Ressalam Kevin McKenzie Shawn McKenzie Paul Mitchell | 6ix NO I.D.             | 5:31    |  |
| 7.             | "Ink Blot" (com Juicy J)                    | Hall II Ivatury Dominik Patrzek Shuntaro Tanikawa Michi Tanaka Jordan Houston                                           | 6ix Deats               | 2:36    |  |
| 8.             | "Mos Definitely"                            | Hall II Charles Dumazer Khalil Abdul-Rahman Sam Barsh Daniel Seeff Quincy Jones Alan Bergman Marilyn Bergman            | C-Sick DJ Khalil        | 3:26    |  |
| 9.             | "Waiting Room"                              | Hall II | Logic                   | 4:43    |  |
| 10.            | "1-800-273-8255" (com )                     | Hall II Ivatury Alessia Caracciolo Khalid Robinson                                                                      | 6ix Logic               | 4:10    |  |
| 11.            | "Anziety" (com Ty Dolla $ign)               | Hall II Ivatury Nima Jahanbin Paimon Jahanbin William Smith Lucy Rose                                                   | 6ix Logic Wallis Lane   | 6:52    |  |
| 12.            | "Black Spiderman" (com Damian Lamar Hudson) | Hall II Ivatury Abdul-Rahman Sam Barsh Damian Lemar Hudson                                                              | 6ix Logic DJ Khalil     | 5:31    |  |
| 13.            | "AfricAryaN" (com Neil deGrasse Tyson)      | Hall II Ivatury Jermaine Cole Neil de Grasse Tyson                                                                      | 6ix Logic               | 12:08   |  |
| Duração total: | Duração total:                              | Duração total: | Duração total:          | 70:56   |  |

| Everybody - Edição deluxe |                                 |         |  |
| N.º                       | Título                          | Duração |  |
| 1.                        | "Everybody Documentary" (vídeo) | 46:05   |  |
| Duração total:            | Duração total:                  | 117:01  |  |

### Créditos
- "Hallelujah" contém samples de "Flying High", de Travis Scott.
- "America" contém uma interpolação de "Live at the Barbeque", escrita por Kevin McKenzie, Shawn McKenzie e Paul Mitchell.
- "Ink Blot" contém samples de "Kodomo", de Carmen Maki.
- "Mos Definitely" contém uma interpolação de "Maybe Tomorrow", escrita por Quincy Jones, Alan Bergman e Marilyn Bergman.
- "Anziety" contém elementos musicais de "Colors One Tear Black", de Double O's Demingo's.

## Charts
| Chart (2017)                            | Melhor posição |
| --------------------------------------- | -------------- |
| Austrália (ARIA)                        | 25             |
| Bélgica (Ultratop Flandres)             | 63             |
| Bélgica (Ultratop Valônia)              | 172            |
| Canadá (Billboard)                      | 4              |
| República Tcheca (ČNS IFPI)             | 73             |
| Dinamarca (Hitlisten)                   | 6              |
| Países Baixos (Dutch Charts)            | 22             |
| Finlândia (Suomen virallinen lista)     | 21             |
| França (SNEP)                           | 196            |
| Irlanda (IRMA)                          | 13             |
| Nova Zelândia (RMNZ)                    | 14             |
| Noruega (VG-lista)                      | 12             |
| Escócia (Official Scottish Albums)      | 41             |
| Coreia do Sul (Gaon)                    | 7              |
| Suécia (Sverigetopplistan)              | 13             |
| Suíça (Schweizer Hitparade)             | 42             |
| Reino Unido (Official Albums Chart)     | 20             |
| Reino Unido (UK R&B Albums Chart)       | 2              |
| Estados Unidos (Billboard 200)          | 1              |
| Estados Unidos (Top R&B/Hip Hop Albums) | 1              |

## Certificações
| País                  | Certificação |
| --------------------- | ------------ |
| Estados Unidos (RIAA) | Ouro         |